# Galo Fernández Villaseca
Galo Fernández Villaseca (* 3. Februar 1961 in Santiago de Chile, Chile) ist ein chilenischer Geistlicher und römisch-katholischer Bischof von Talca.

## Leben
Galo Fernández Villaseca empfing am 12. Dezember 1987 das Sakrament der Priesterweihe für das Erzbistum Santiago de Chile.
Am 1. Februar 2014 ernannte ihn Papst Franziskus zum Titularbischof von Simingi und bestellte ihn zum Weihbischof in Santiago de Chile. Der Erzbischof von Santiago de Chile, Ricardo Kardinal Ezzati Andrello SDB, spendete ihm und auch Luis Fernando Ramos Pérez am 10. Mai desselben Jahres die Bischofsweihe; Mitkonsekratoren waren der emeritierte Erzbischof von Santiago de Chile, Francisco Javier Kardinal Errázuriz Ossa, und der Erzbischof von Antofagasta, Pablo Lizama Riquelme.
Am 28. Juni 2018 ernannte ihn Papst Franziskus zusätzlich zum Apostolischen Administrator des vakanten Bistums Talca. Am 20. März 2021 ernannte ihn Papst Franziskus schließlich zum Bischof von Talca. Die Amtseinführung fand am 27. Mai desselben Jahres statt.